# Chlodwig (III.)
Chlodwig (III.) war 675/676 ein von einer Adelsgruppe eingesetzter und beherrschter Merowingerkönig im fränkischen Teilreich Austrasien. Er ist nicht zu verwechseln mit einem seiner Nachfolger Chlodwig III.

## Leben
Nach der Ermordung von Childerich II. 675 begann ein Machtkampf um die Nachfolge zwischen unterschiedlichen Adelsgruppen. In Neustrien wurde Theuderich III. von einer dieser Gruppen zum König gemacht. Dieser war der jüngste Sohn von Chlodwig II. und der Königin Balthild. Eine wichtige Rolle spielte dabei Bischof Leodegar von Autun und der frühere Hausmeier Ebroin.
Ebroin hatte sich mit Leodgar überworfen, weil dieser ihm nicht das Amt des Hausmeiers zugestehen wollte. Er wandte sich daher Chlodwig zu. Die wesentliche Quelle für die Existenz Chlodwigs (III.) ist die Passio Leudegarii, also die Beschreibung des Martyriums des Bischofs Leodgar. Danach bildete sich nach dem Tod Childerichs II. eine Adelsgruppe in Austrasien und Burgund, der sich auch der frühere Hausmeier Ebroin anschloss. Die Gruppe erhob Chlodwig zum König und behauptete, dass dieser ein Sohn Chlothars III. sei. Letzterer war ein Sohn Chlodwigs II.
Die Adelsgruppe um Ebroin herrschte im Namen Chlodwigs und forderte dessen Anerkennung ein. Auch von Bischof Leodegar von Autun verlangten sie den Treueeid und behaupteten, dass dessen König Theuderich III. tot sei. Chlodwig war damit nicht nur König in Austrasien, sondern sollte zum Herrscher des Gesamtreiches werden. Die Regierungszeit Chlodwigs dauerte etwa von September 675 bis Juni 676. Eine Münze aus Marseille wird seiner Regierungszeit zugeschrieben. Auch wurden dem Erzbischof Nivardus von Reims Güter in Namen Chlodwigs geschenkt.
Man geht meist davon aus, dass Chlodwig ein irgendwo aufgegriffener Junge war. Möglicherweise war er, so Margarete Weidemann, aber doch ein unehelicher Sohn von Chlothar III.
Ebroin, der durch den Anschluss an die Partei Chlodwigs, die Unterstützung Austrasiens gewonnen hatte, konnte den Hof von Theuderich III. und dessen Königsschatz erobern. Dieser König war nun die Legitimation für die Macht Ebroins. In Austrasien hatte kurz zuvor eine andere Gruppe 676 Dagobert II. aus dem Exil zurückgeholt. Ebroin entzog Chlodwig seine Unterstützung, so dass sich Dagobert II. durchsetzen konnte. Über das weitere Schicksal Chlodwigs ist nichts bekannt.